# Rabanales
Rabanales település Spanyolországban,  Zamora tartományban. Rabanales Alcañices, San Vitero, San Vicente de la Cabeza, Gallegos del Río, Samir de los Caños és Fonfría községekkel határos. Lakosainak száma 488 fő (2024).

## Népesség
A település népessége az utóbbi években az alábbiak szerint változott:
| Lakosok száma | 835  | 767  | 703  | 680  | 654  | 610  | 545  | 521  | 502  | 488  |
|               | 2001 | 2004 | 2007 | 2009 | 2012 | 2014 | 2017 | 2019 | 2022 | 2024 |